# Kavrepalanchok District
Kavrepalanchok District er et af Nepals 75 administrative og politiske regioner, betegnet distrikter (lokalt betegnet district, zilla, jilla el. जिल्ला). Kavrepalanchok er et distrikt i bakkeområdet Middle Hills, som ligger i Bagmati Zone i Central Development Region.
Kavrepalanchok areal er 1.396 km² og der boede ved folketællingen 2001 i alt 385.672 og i 2007 430.796 og i 2011 381.937 i distriktet. Distriktets politiske organ District Development Committee er sammensat gennem indirekte valg, med repræsentation fra hver af de 9-17 administrative enheder ilakaer, hvert distrikt er opdelt i. 
Kavrepalanchok District er endvidere opdelt i 90 udviklingskommuner (lokalt navn: Gaun Bikas Samiti (G.B.S.) el. Village Development Committee (VDC)), hvoraf byer med over 10.000 indbyggere kategoriseres som købstæder (municipalities). 
Kavrepalanchok District er udviklingsmæssigt – gennem anvendelse af FN og UNDP's Human Development Index – kategoriseret som nr. 6 ud af Nepals 75 distrikter.

## Eksterne links
- Kort over Kavrepalanchok District
- Kavrepalanchok District sundhedsprofil – fra FN-Nepal (på engelsk)

27°37′N 85°33′Ø / 27.62°N 85.55°Ø